# Diocèse de Trenton

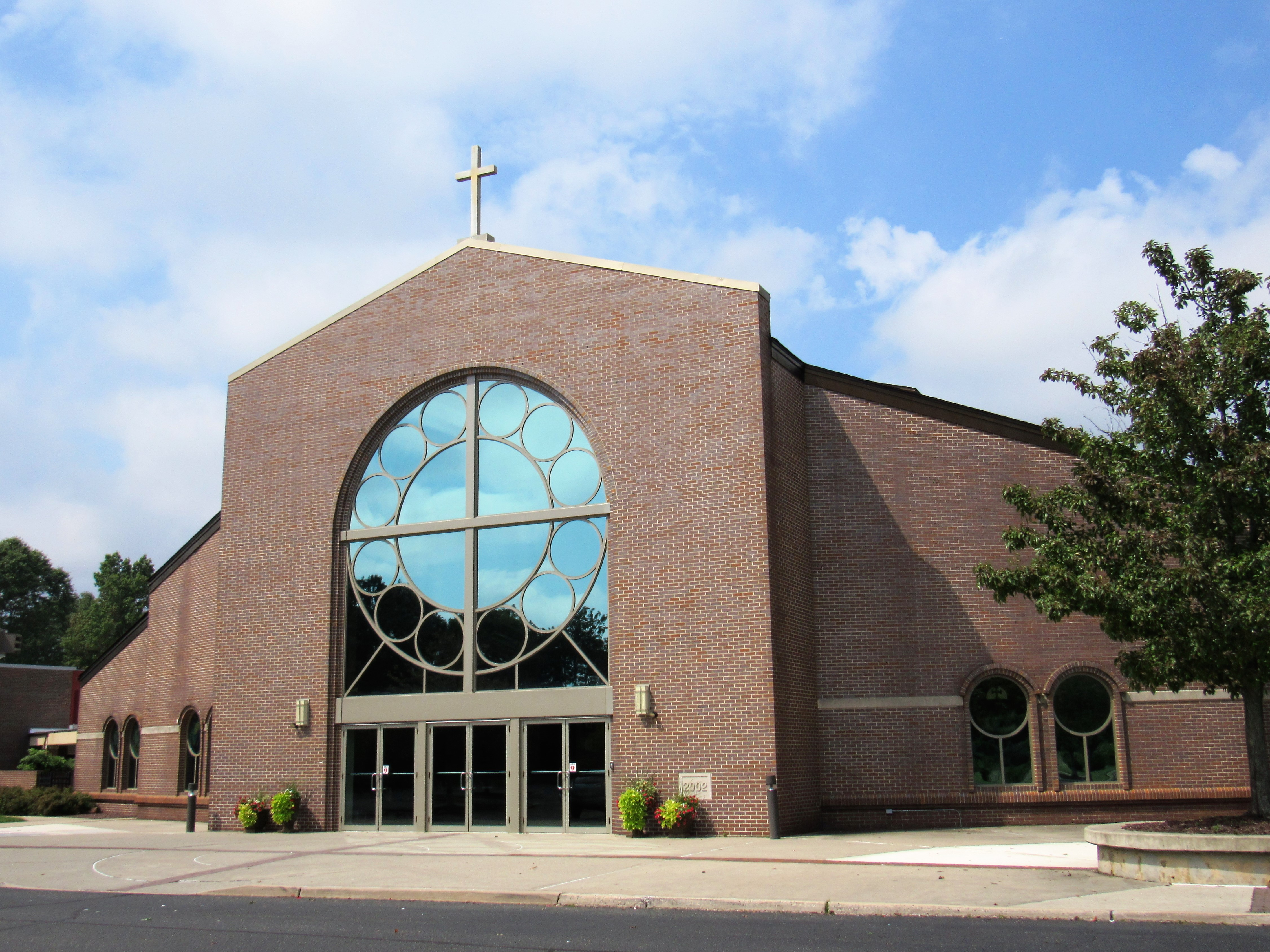
Co-cathédrale Saint-Robert Bellarmin

Le diocèse de Trenton (en latin : dioecesis Trentonensis ; en anglais : diocese of Trenton) est une église particulière de l'Église catholique aux États-Unis.

## Histoire
Le diocèse de Trenton est érigé le 2 août 1881, par détachement de celui de Newark.

## Évêques
- 11 août 1881 - † 2 avril 1894 : Michaël O'Farrell (Michaël Joseph O'Farrell)
- 20 juillet 1894 - † 16 juin 1917 : James McFaul (James Augustine McFaul)
- 10 mai 1918 - 2 mars 1928 : Thomas Walsh (Thomas Joseph Walsh)
- 2 mars 1928-  † 31 décembre 1932 : John Ier McMahon (John Joseph McMahon)
- 10 février 1934 - 1er janvier 1940 : Moses Kiley  (Moses Elias Kiley)
- 21 mai 1940 - † 1er janvier 1950 : William Griffin (William Aloysius Griffin)
- 28 janvier 1950 - 23 juin 1979 : George Ahr (George William Ahr)
- 11 mars 1980 - 30 juin 1997 : John II Reiss (John Charles Reiss)
- 30 juin 1997 - 1er décembre 2010 : John III Smith (John Mortimer Fourette Smith)
- depuis le 1er décembre 2010 : David O’Connell (David Michaël O’Connell)